# Diloba nigrescens
Diloba nigrescens är en fjärilsart som beskrevs av Barend J. Lempke 1966. Diloba nigrescens ingår i släktet Diloba och familjen nattflyn. Inga underarter finns listade i Catalogue of Life.